# Loonhervormingen in de Sovjet-Unie, 1956-1962

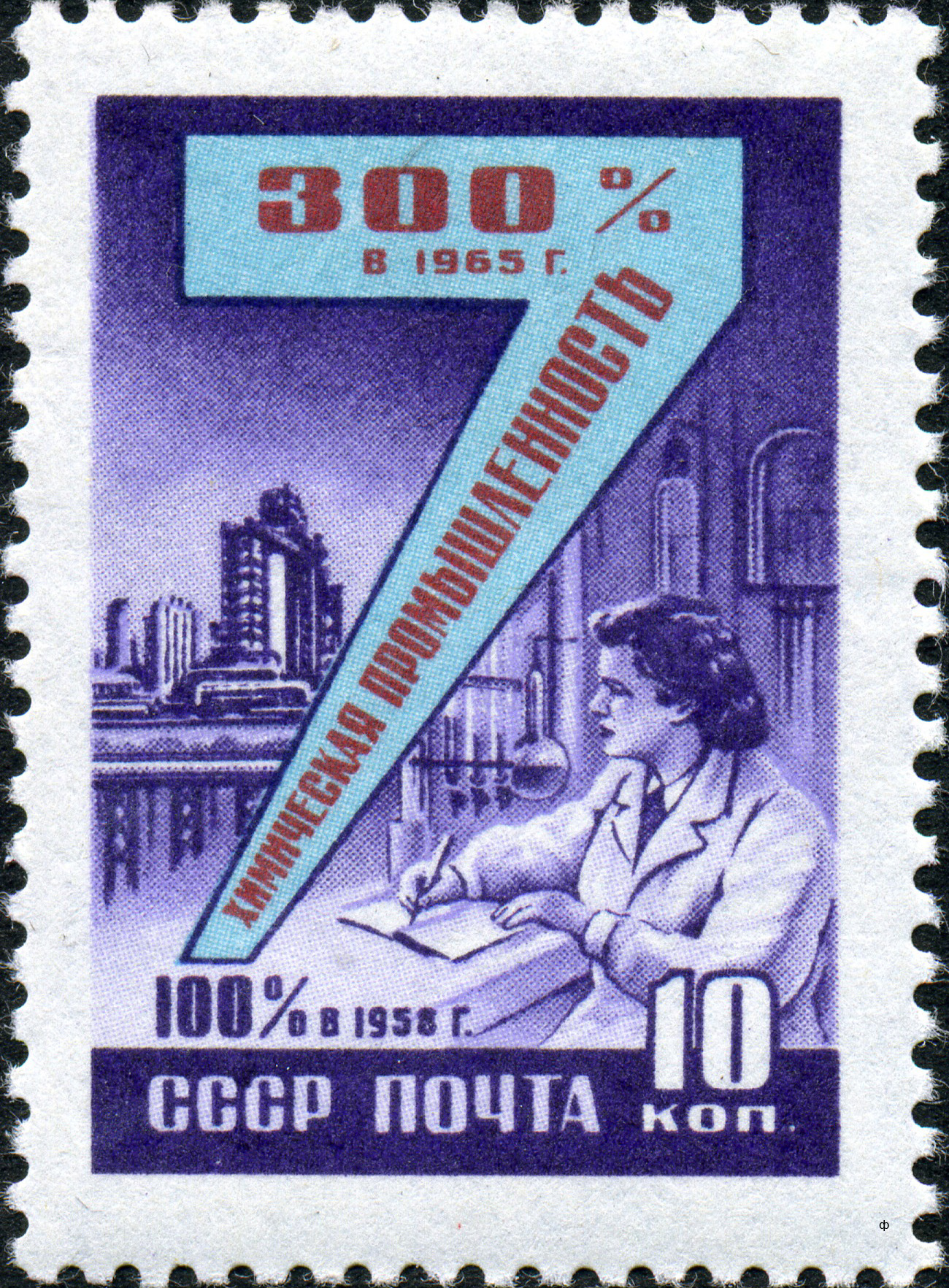
Deze Sovjet-postzegel uit 1959 viert de vooruitgang in de chemische industrie

Tijdens het Chroesjtsjov-tijdperk probeerde de Sovjet-Unie van 1956 tot 1962 grote loonhervormingen te implementeren. Men wilde weg van het alleen halen van de plandoelstellingen, dat de Sovjet-economie in de voorafgaande stalinistische periode had gekenmerkt. De bedoeling was om tot op zekere hoogte financiële prikkels in de economie te introduceren.